# Albulichthys albuloides
Albulichthys albuloides es una especie de pez de la familia de los Cyprinidae en el orden de los Cypriniformes.

## Morfología
Los machos pueden llegar alcanzar los 30 cm de longitud total.

## Alimentación
Es omnívoro, aunque come más materia vegetal que animal.

## Reproducción
Es ovíparo.

## Hábitat
Es un pez  bentopelágico y de clima tropical.

## Distribución geográfica
Se encuentran en Asia: Borneo y  cuencas de los ríos  Mekong, Chao Phraya y Mae Khlong.

## Observaciones
Es inofensivo para los humanos.